# Puente del Priorato
El puente romano de Cihuri o puente del Priorato se encuentra localizado en la localidad riojana de Cihuri (España), salvando las aguas del río Tirón. De origen romano (siglos I o II d. C.), sufrió una reforma medieval y fue una importante zona de paso desde la concesión del pueblo al Monasterio de San Millán.
En 1982 fue declarado monumento histórico-artístico de carácter nacional,
por lo que es Bien de Interés Cultural con categoría de Monumento
y una popular zona recreativa para los habitantes.

## Historia

### Origen
Se estima que el puente fue construido por los romanos a finales del siglo I o principios del II d. C.. Esto es un hecho constatado debido a que la mayoría del los sillares del puente se ajustan a las medidas del pie romano. Además, el arco central se encuentra retrasado con respecto a los paramentos y las proporciones obedecen en aspectos generales a los modelos constructivos romanos. Pese a este primer origen, el puente presenta otras características propias de épocas posteriores, sugiriendo una remodelación producida durante la Edad Media, cerca del siglo XIII. Algunas de estas reformas son el espolón triangular, muy poco frecuente en época romana, la forma de arco apuntado en el arco interior, la presencia de algunos sillares irregulares en los paramentos y el entramado de la zona de paso del puente, de aspecto medieval.

### Concesión y priorato
La remodelación mencionada anteriormente, pudo darse al auge que el puente tuvo durante la Edad Media, debido a la conexión que mantenía con el Monasterio de San Millán de la Cogolla. La primera mención que se hace del pueblo de Cihuri es en la concesión del año 947 que hace Fernán González, conde de Castilla, en la que cede el desaparecido Monasterio de San Juan de Cihuri junto con la villa a San Millán. Según Felipe Abad León, “en esta concesión de Fernán González se daba facultad de poblar, construir y ampliar dicho monasterio de San Juan y villa de Cihuri que están junto al curso del río Tirón". A lo largo de los siglos posteriores, fueron varios los señores y monarcas que ratificaron esta concesión, entre los que se encuentran Don Sancho Fortuñones, Fernando IV o Juan Sánchez de Velasco.
De este modo, era evidente que el Monasterio de San Millán ejercía una gran influencia en Cihuri, haciendo del puente una construcción obligada de paso. Las concesiones mencionadas anteriormente hicieron al pueblo un eje comercial y administrativo de la zona, por lo que los emilianenses decidieron fundar un priorato en Cihuri, al que acudiría un representante con la calidad de prior. Este prior, sujeto a las decisiones del abad de San Millán, se encargaría de la gestión de los bienes de Cihuri, hospedándose en la llamada Casa del Priorato, que se puede ver hoy en día, cerca del puente, construida en el siglo XVII. En consecuencia, el puente romano de Cihuri también paso a denominarse Puente del Priorato. Una de las actividades comerciales del monasterio en el pueblo era el tratamiento de la lana, conocido como esquileo, y se llevaba a cabo cerca de las orillas de Río Tirón, donde se han encontrado abrevaderos probables del siglo XVII y restos cerámicos romanos.

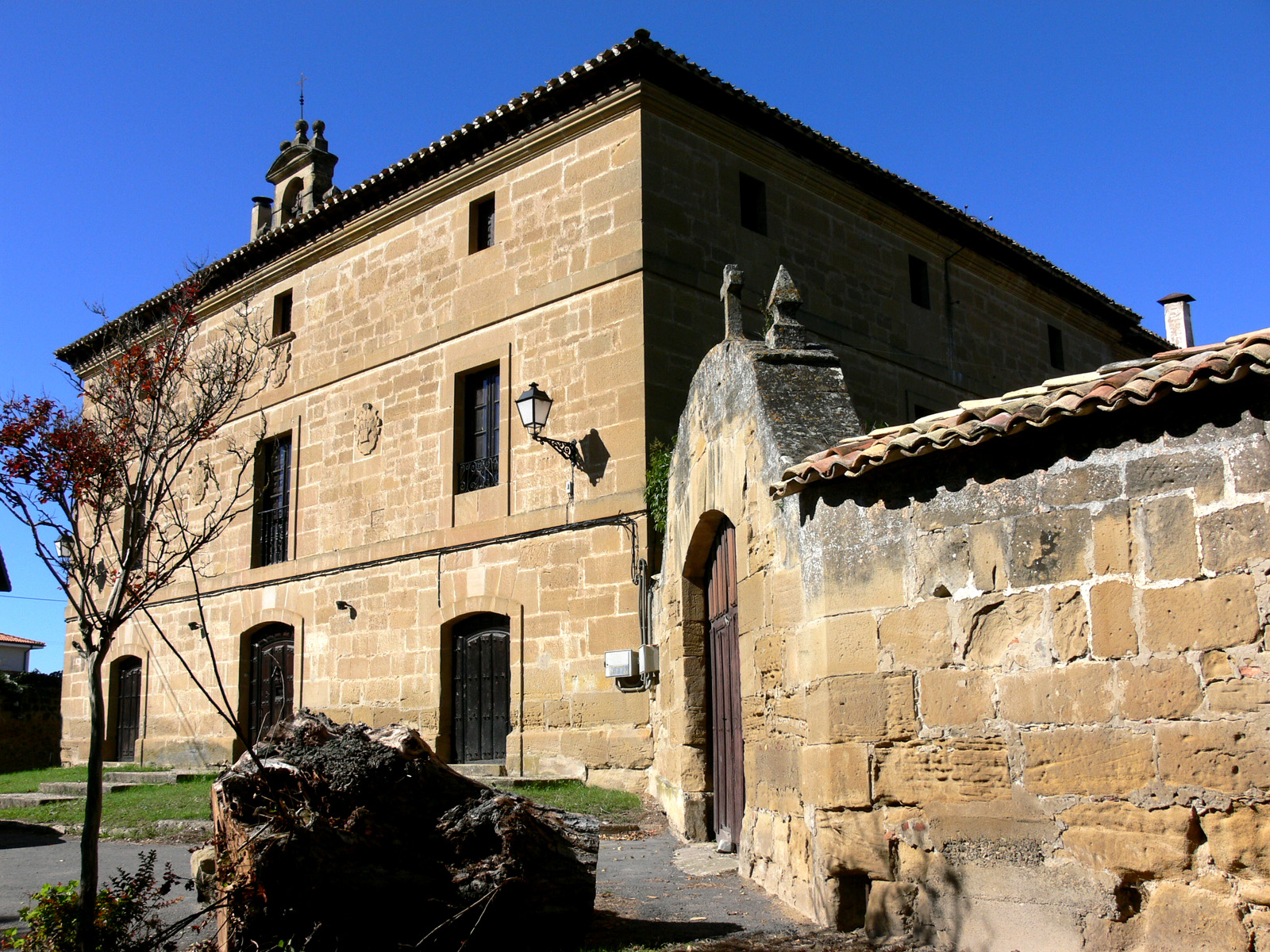
Casa del Priorato en Cihuri, fundada por el Monasterio de San Millán en el siglo

A mediados del siglo XIX, en el Diccionario geográfico-estadístico-histórico de España y sus posesiones de Ultramar de Pascual Madoz, el puente es mencionado. Se dice de él que está bien conservado, y que sirve de paso para los monjes que iban a visitar sus bienes en el pueblo.

### Actualidad
A principios del siglo XX, se proyectó la reutilización de puente como vía de paso. Sin embargo, se construyó finalmente un segundo puente paralelo al del priorato, aguas arriba. Hoy en día, se encuentra adaptado para el paso de coches y demás vehículos. Como consecuencia, la conservación del puente de origen romano ha sido muy favorable. En 1979, se declaró Monumento de Interés Histórico Artístico, y en 1982, Bien de Interés Cultural. En 1989, se sabe que se hicieron varias reformas en el puente, como la sustitución de varios sillares en mal estado, la limpieza del arco principal o la reposición de parte del pretil.
En la actualidad, el puente y sus cercanías son escenario de conciertos y festivales de luces anuales. Con motivo del "Verano Cultural" en el pueblo, el puente se ilumina con focos de colores y demás efectos especiales. Además, sigue siendo un espacio popular en verano, donde numerosas familias acuden a la zona del puente para pasar el día, o refrescarse en las aguas del río. Desgraciadamente, también se han dado casos de vandalismo en el puente, ya denunciadas por el ayuntamiento de la localidad.

## Características
Los materiales empleados para la construcción del puente son principalmente piedras areniscas, probablemente obtenidas en la zona. Presenta una longitud de 27,83 metros, y tres arcos: uno apuntado y otros dos de medio punto. El arco mayor, de medio punto aunque ligeramente apuntado, es de doble rosca. Esto es, en otras palabras, que presenta dos filas abovedadas, una a la misma altura que superficie de los paramentos y otra más profunda. Este arco principal se apoya sobre la roca natural del margen del río en su parte derecha.
En cuanto a los otros dos arcos del puente, el situado al margen izquierdo es apuntado y con una sola rosca de dovelas. Se apoya, aguas arriba, sobre un tajamar y, aguas abajo, sobre un espolón. Estos elementos son indicios de la reforma medieval mencionada en el apartado de la historia del puente. En el margen derecho, se abre el tercer arco, de medio punto y a modo de aliviadero. Se encuentra abierto a un metro de altura con respecto a la base del paramento. Parece ser que no se vio afectado por la reforma medieval, puesto que conserva su aspecto romano original. Finalmente, se debe mencionar que el empedrado del puente no es el original.

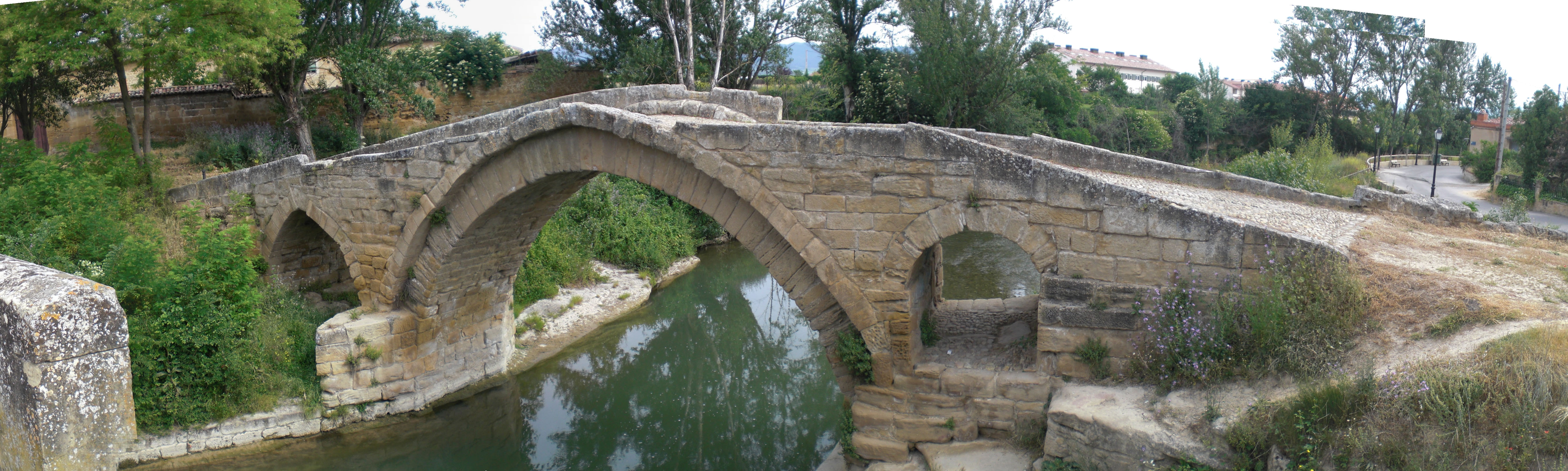
Vista desde el puente paralelo